# Aydinspor 1923
El Aydinspor 1923 es un equipo de fútbol de Turquía que juega en la TFF Segunda División, la tercera categoría de fútbol en el país.

## Historia
Fue fundado en el año 1923 en la ciudad de Aydin con el nombre Aydin Belediyespor y se convirtió en un club profesional hasta 1966.
En la temporada 1989/90 logra el ascenso a la Superliga de Turquía por primera vez en su historia como campeón de la segunda categoría, donde estuvo por tres temporadas hasta que descendió en la temporada 1992/93 al terminar en el lugar 15 entre 16 equipos. Al finalizar la temporada el club absorbe al Çine Topçamspor, y luego de etapas inconsistentes en su rendimiento, desciende a la liga aficionada en 2009 y por una crisis económica desaparece, pero poco tiempo después el club es refundado con su nombre actual.

## Palmarés
- TFF Primera División: 1

1989/90
- TFF Tercera División: 1

2012/13
- Liga Aficionada de Aydin: 1

2010/11
- Copa Aficionada de Aydin: 1

2013/14